# Mexico (Comtat de Juniata)
Mexico és una concentració de població designada pel cens dels Estats Units a l'estat de Pennsilvània. Segons el cens del 2000 tenia 279 habitants.

## Demografia
Segons el cens del 2000, Mexico tenia 279 habitants, 112 habitatges, i 89 famílies. La densitat de població era de 145,6 habitants/km².
Dels 112 habitatges en un 25,9% hi vivien nens de menys de 18 anys, en un 63,4% hi vivien parelles casades, en un 10,7% dones solteres, i en un 20,5% no eren unitats familiars. En el 18,8% dels habitatges hi vivien persones soles el 9,8% de les quals corresponia a persones de 65 anys o més que vivien soles. El nombre mitjà de persones vivint en cada habitatge era de 2,49 i el nombre mitjà de persones que vivien en cada família era de 2,79.
Per edats la població es repartia de la següent manera: un 20,1% tenia menys de 18 anys, un 8,2% entre 18 i 24, un 26,5% entre 25 i 44, un 31,5% de 45 a 60 i un 13,6% 65 anys o més.
L'edat mediana era de 41 anys. Per cada 100 dones de 18 o més anys hi havia 93,9 homes.
La renda mediana per habitatge era de 35.417 $ i la renda mediana per família de 35.833 $. Els homes tenien una renda mediana de 21.908 $ mentre que les dones 19.063 $. La renda per capita de la població era de 16.620 $. Entorn del 7,1% de les famílies i el 10% de la població estaven per davall del llindar de pobresa.

## Poblacions properes
El següent diagrama mostra les poblacions més properes.